# Луета (комуна)
Луета (рум. Lueta) — комуна у повіті Харгіта в Румунії. До складу комуни входять такі села (дані про населення за 2002 рік):
- Беїле-Кіруй (69 осіб)
- Луета (3456 осіб) — адміністративний центр комуни

Комуна розташована на відстані 209 км на північ від Бухареста, 26 км на південний захід від М'єркуря-Чука, 69 км на північ від Брашова.

## Населення
За даними перепису населення 2002 року у комуні проживали 3525 осіб.
Національний склад населення комуни:
| Національність | Кількість осіб | Відсоток |
| -------------- | -------------- | -------- |
| угорці         | 3517           | 99,8%    |
| румуни         | 7              | 0,2%     |
| цигани         | 1              | < 0,1%   |

Рідною мовою назвали:
| Мова      | Кількість осіб | Відсоток |
| --------- | -------------- | -------- |
| угорська  | 3518           | 99,8%    |
| румунська | 7              | 0,2%     |

Склад населення комуни за віросповіданням:
| Релігія        | Кількість осіб | Відсоток |
| -------------- | -------------- | -------- |
| римо-католики  | 3443           | 97,7%    |
| унітарії       | 36             | 1,0%     |
| реформати      | 20             | 0,6%     |
| баптисти       | 14             | 0,4%     |
| православні    | 6              | 0,2%     |
| не релігійні   | 3              | 0,1%     |
| греко-католики | 1              | < 0,1%   |
| атеїсти        | 1              | < 0,1%   |